# Marcel Schäfer
Marcel Schäfer (Aschaffenburg, 1984. június 7. –) német visszavonult labdarúgó. Pályafutását az amerikai Tampa Bay Rowdiesben fejezte be.

## Válogatott
Marcel Schäfer az angol válogatott ellen mutatkozott be a német válogatott színeiben.

## Díjak,sikerek
VfL Wolfsburg:
- Bundesliga : 2008-09-es szezon győztese

## Külső hivatkozások
- Profile at VfLWolfsburg.de (Németül)
- Career stats at Fussballdaten.de (Németül)